# Garuda Indonesia
PT Garuda Indonesia (Persero) Tbk je nacionalni zračni prijevoznik iz Indonezije. Ime potječe od Garude, mitske divovske ptice iz Hinduističke i Budističke mitologije. Kompanija je osnovana 1949. i u većinskom je vlasništvu Vlade Indonezije. Garuda Indonesia ima sjedište u međunarodnoj zračnoj luci Soekarno-Hatta koja se nalazi u blizini Jakarte.
Garuda Indonesia sa svojom flotom od preko 120 zrakoplova leti na više od 70 destinacija u Aziji, Bliskom istoku, Europi i Australiji. Garuda je trenutno službeni sponzor nogometnog kluba Liverpool FC. Dana 5. travnja 2014. Garuda Indonesia je postala 20. članica udruženja SkyTeam.

## Povijest
Garuda Indonesia je osnovana dana 26. siječnja 1949. pod nazivom "Garuda Indonesian Airways." Prvi zrakoplov im je bio DC-3 poznat pod imenom Seulawah (zlatna planina). Do 1953. su imali 46 zrakoplova, a 1955. su umirovili svoju flotu PBY Catalina zrakoplova. Nakon toga je kupljeno 14 De Havilland Heron zrakoplova koje su koristili na kraćim rutama. U lipnju 1956. Garuda je ostvarila svoj prvi Hadž let, koristeći zrakoplov Convair 340 kojim su 40 putnika prevezli u grad Meku.
Tijekom 1960-ih kompanija je ostvarivala konstantan rast. U flotu su dodali nekoliko novih tipova zrakoplova, a ostvarili su i prvi let za Europu. Bili su to letovi 28. rujna 1963. za Frankfurt i Amsterdam. Godine 1973. svoju su flotu obogatili s Boeing 747-200 zrakoplovom, a iste godine su dobili i prvi Airbus A300.
Krizno razdoblje je nastupilo tijekom 90-ih godina. Dogodile su se dvije teške nesreće koje su uzdrmale kompaniju, a sve je potpomogla i financijska kriza u tom dijelu svijeta. Sljedeći problem je nastupio 2007. kada je EU zabranila Garudi da leti prema Europi. Zabrana je trajala sve do 2009. godine te su ponovno uspostavljeni letovi prema Europi. Nakon toga kompanija je pokrenula agresivan plan razvoja koji je uključivao obnovu i udvostručavanje flote te promjenu vizualnog identiteta zrakoplova i osoblja.

## Flota
Garuda indonezija flota se sastoji od sljedećih zrakoplova (28. srpnja 2015.):
* F, C i Y su kodovi koji označavaju klasu sjedala u zrakoplovima, a određeni su od strane Međunarodne udruge za zračni prijevoz.

## Nesreće i incidenti
- 3. veljače 1961., Douglas C-47 je izbubljen na letu iznad Javanskog mora. Poginulo je 5 članova posade i 21 putnik.[10]
- 16. veljače 1967., zrakoplov na letu 708 se srušio pri slijetanju u grad Manado pri čemu su život izgubile 22 osobe.
- 28. svibnja 1968., Convair 990 na letu za Karachi, Pakistan se srušio u more nedugo nakon polijeranja. Svih 29 osoba u zrakoplovu je izgubilo život.
- 7. rujna 1974., Fokker F-27 se srušio na prilazu u zračnu luku Radin Inten II Airport. Zrakoplov je zahvatio obližnje zgrade i zapalio se pri čemu su izgubljena 33 života.
- 24. rujna 1975., zrakoplov na letu 150 se srušio na prilazu zračnoj luci Sultan Mahmud Badaruddin II. Uzrok nesreće je bila magla i loše vrijeme. 25 od 60 osoba u zrakoplovu je izgubilo život.
- 11. srpnja 1979., Fokker F-28 je udario u vulkan na prilazu zračnoj luci Medan. U zrakoplovu je bila 61 osoba, nije bilo preživjelih.[11]
- 20. ožujka 1982., Fokker F-28 je pri slijetanju u zračnu luku Radin Inten II Airport zbog lošeg vremena promašio pistu te se zapalio. Poginulo je 27 osoba.[12]
- 4. travnja 1987., zrakoplov na letu 035 je pri slijetanju u zračnu luku Polonia International Airport udario u stup zbog lošeg vremena pri čemu su 24 osobe izgubile život.
- 13. lipnja 1996., zrakoplov na letu 865 je promašio pistu zračne luke Fukuoka zbog kvara na motoru koji je uzrokovao požar na zrakoplovu. U zrakoplovu je bilo 275 putnika, a tri osobe su izgubile život.[13]
- 26. rujna 1997., zrakoplov Airbus A300B4-220 na letu 152 iz Jakarte za Medan se srušio blizu konačnog odredišta pri čemu su 324 osobe izgubile život. Bila je to nesreća s najsmrtonosnijim posljediama u Indoneziji.[14]
- 7. rujna 2004., u zrakoplovu na letu 974 je ubijen aktivist HRW-a Munir Said Thalib. Za ubojstvo su osuđeni tadašnji izvršni predsjednik Garude, njegov zamjenik i pilot.[15]
- 7. ožujka 2007., Boeing 737-400 na letu 200 se srušio i zapalio pri slijetanju u zračnu luku Adisucipto International Airport. Poginula je 21 osoba.[16]